# Соколово (Поспелихинский район)
Соколово — упразднённый посёлок в Поспелихинском районе Алтайского края. На момент упразднения входил в состав Борковского сельсовета. Исключен из учётных данных в 1981 году.

## География
Располагался правом берегу ручья Госеловский (приток Поспелихи), приблизительно в 10 километрах (по прямой) к северо-западу от поселка Хлебороб.

## История
Основан в 1923 г. В 1928 году посёлок Соколовка состоял из 79 хозяйств. В посёлке имелись школа 1-й ступени, лавка общества потребителей и сельскохозяйственная артель. В административном отношении входил в состав Павловского сельсовета Поспелихинского района Рубцовского округа Сибирского края.
Решением АКИК от 28.05.1981 года № 194 посёлок исключен из учётных данных.

## Население
По данным переписи 1926 года в посёлке проживало 431 человек (217 мужчин и 214 женщин), основное население — русские.